# Johan Hendrik van Dale
Johan Hendrik van Dale, né à L'Écluse le 15 février 1828 et mort dans la même ville le 18 ou le 19 mai 1872, est un directeur d'école primaire, un archiviste et un lexicographe néerlandais. Il est le parrain du Groot woordenboek der Nederlandse taal (« Grand dictionnaire de langue néerlandaise »), plus connu sous le nom de Dikke Van Dale (le « Gros Van Dale »).

## Biographie

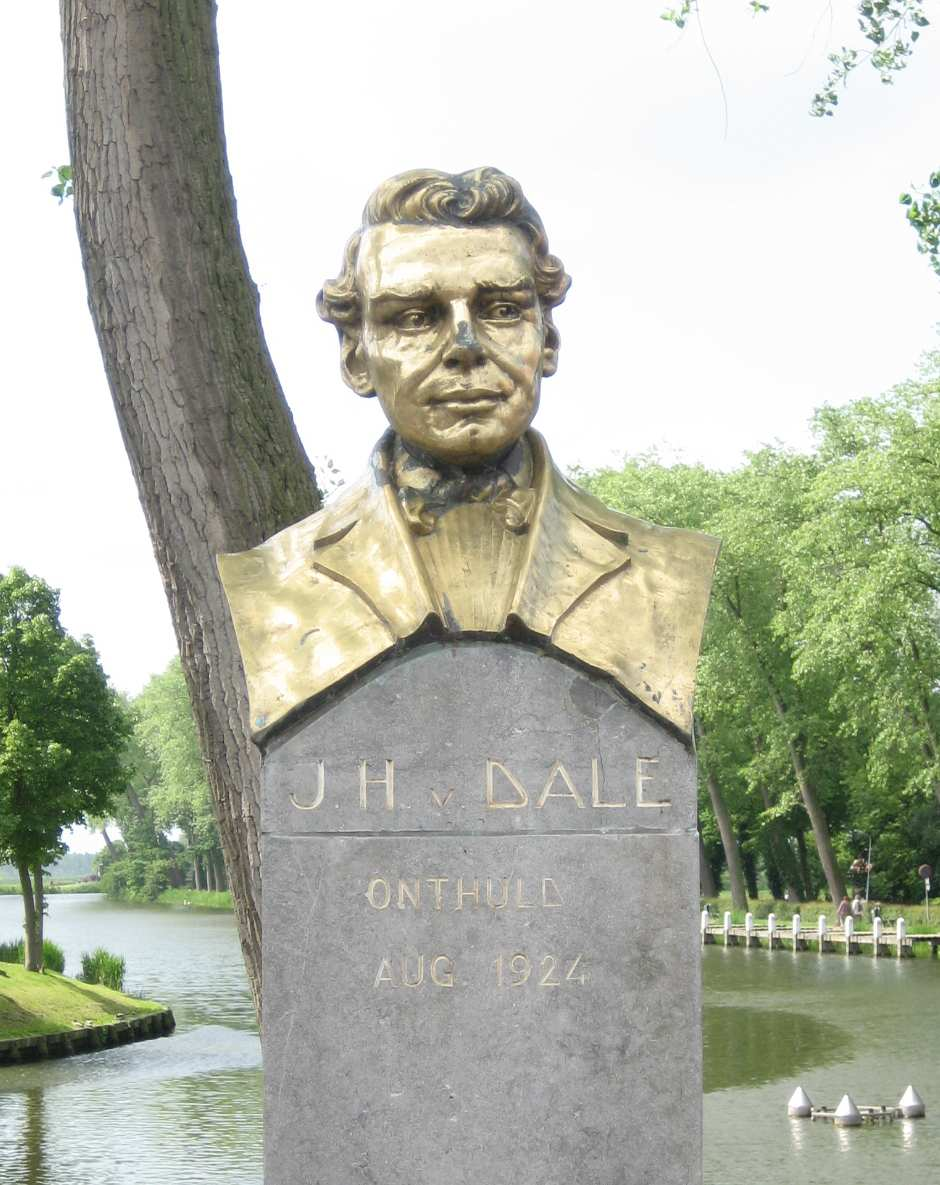
Buste de Johan Hendrik van Dale, inauguré en 1924.

Les parents d'Hendrik van Dale sont originaires de la ville d'Eeklo, en Flandre-Orientale (aujourd'hui en Belgique). Une épidémie de variole venant juste de survenir dans le Meetjesland, son père quitte la région avec sa femme enceinte et passe la limite avec la Zélande pour s'installer à L'Écluse.
Van Dale obtient à 16 ans son diplôme d'aptitude à exercer dans l'enseignement primaire. Le 23 mai 1854, il est engagé en tant qu'instituteur primaire principal de l'école publique de sa ville natale. À partir de 1855, il obtient aussi le poste d'archiviste de la ville.
Entre-temps, il écrit des manuels sur la pureté linguistique, la grammaire et l'analyse syntaxique, des articles et des brochures sur l'histoire de L'Écluse  et il ressuscite l'ancienne chambre de rhétorique De Oranjebloem.
En 1867, il accepte la proposition de réviser la première édition du Nieuw woordenboek der Nederlandsche taal (« Nouveau dictionnaire de la langue néerlandaise ») des frères Isaac Marcus et Nathan Salomon Calisch. Il accepte la tâche et en vient à bout en quatre ans. Parce qu'il a été lui-même souvent contrarié par les imprécisions, les informations trop générales ou confuses qu'il a trouvées dans les dictionnaires existant, il s'impose des règles exigeantes sur la définition exacte des termes : l'instituteur Van Dale avait constamment à l'esprit l'écolier qui devait pouvoir trouver une réponse claire, précise et complète à sa question « Qu'est-ce que cela signifie ? »
Il écrit dans la préface de l'édition de 1871 :
« (...) Écrire un dictionnaire est un travail ingrat et triste. Il y a beaucoup de choses que l'on a ajoutées ou corrigées, il y en a encore beaucoup plus que l'on a omises. (...) »
L'entreprise se trouve dans sa phase finale - les premières livraisons étaient déjà parues - lorsque Van Dale meurt de la variole en 1872. L'œuvre est achevée par son disciple Jan Manhave qui assume aussi la rédaction de l'édition suivante de ce dictionnaire.
À L'Écluse, Van Dale est honoré entre autres par un buste, œuvre du sculpteur Pieter Puijpe inaugurée le 4 septembre 1924, et par une colonne commémorative érigée dans le cimetière. Une école et une rue portent également son nom. Un ancien couvent en périphérie de la ville, transformé de nos jours en hôtel quatre étoiles, porte le nom De Dikke Van Dale.

## Sources
- (nl) Cet article est partiellement ou en totalité issu de l’article de Wikipédia en néerlandais intitulé « Johan Hendrik van Dale » (voir la liste des auteurs).
- (nl) Ewoud Sanders, Johan Hendrik Van Dale (1828-1872) : Maker van een half woordenboek [lire en ligne]
- (nl) Dr P.G.J. van Sterkenburg, Johan Hendrik van Dale en zijn opvolgers, Utrecht/Anvers, Van Dale Lexicografie, 1983.
- (nl) Lo van Driel, Een leven in woorden. J.H. van Dale, schoolmeester, archivaris, taalkundige, Zutphen, Walburg Pers, 2003.